# 宾德拉赫
宾德拉赫是德国巴伐利亚州的一个市镇。总面积37.60平方公里，总人口7193人，其中男性3477人，女性3716人（2011年12月31日），人口密度191人/平方公里。